# Air Vendée
Air Vendée era uma empresa aérea francesa com sede em La Roche-sur-Yon, no departamento de Vendée.

## História
A criação da Air Vendée (empresa de táxi aéreo) em 1975 por Jean-Paul Dubreuil, (CEO do grupo Dubreil, atual proprietário da Air Caraïbes e French Bee "ex-French Blue"), e por Gilles Cougnaud, inicialmente para um serviço regular da Ilha de Yeu, com um único monomotor simples com hélices, um Beechcraft Bonanza, Isso lhes permitiu combinar sua paixão pela aeronáutica com a necessidade de se movimentar rapidamente na França para seus negócios.
Em 1977, a Air Vendée adquiriu uma segunda aeronave, um BN-2A-2O Islander registrado como F-GBTV.
Começou os serviços regulares em 1979, primeiro servindo Île-d'Yeu de Nantes e La Roche-sur-Yon, em seguida, Paris-Orly de la Roche-sur-Yon. Esta empresa garantia assim o transporte dos empresários da Vendée Bocage.
A Air Vendée investiu ao longo dos anos e desenvolveu rotas regulares.
Em 1985, ela forneceu as linhas de:
- Le Havre : Londres e Nantes.
- Caen : Bruxelas.
- Ile-d'Yeu : La Roche-sur-Yon, Nantes e Paris-Orly.
- Nantes : Bordéus, Le Havre, Limoges, Toulouse e La Roche-sur-Yon.

Em 1989, 51 mil passageiros voaram com a Air Vendée com 50 funcionários em solo e 28 pilotos.
Até mesmo fornecia regularmente uma linha direta entre Ile d'Yeu e Paris-Orly às 1h40 em Dornier 228 (último vôo em 1988).
Em 1991, a Air Vendée forneceu as linhas para:
- Le Havre: Bruxelas e Nantes.
- Rouen: Amsterdã, Bruxelas, Londres, Nice e Lyon.
- Rennes: Limoges e Marselha.
- Nantes: Le Havre, Rouen, Bruxelas, Genebra, Clermont-Ferrand, Perpignan e Barcelona.
- Limoges: Marselha.
- Clermont-Ferrand: Genebra.

Incluiu o Transporte Aéreo Pirineus em seus planos de vôo, fornecendo a linha Nantes-Pau-Barcelona.
Transportou 60 mil passageiros com uma taxa de ocupação média de 39% em 18 linhas regulares em 1991.
Juntou forças com a empresa Airlec, Air Exel e Air Transport Pyrénées para formar a empresa Régional Airlines em 1 de janeiro de 1992. Esta empresa atendeu 24 aeroportos na França. Foi vendido para a Air France em 2000.
Ao contrário da Air Exel e da Air Transport Pyrénées, os nomes das empresas Air Vendée e Airlec desaparecem e a nova empresa utilizou o código IATA da Air Vendée, nomeadamente o código VM.

## Frota
A empresa operou as seguintes aeronaves:
| Aeronaves                       | Total | Notas |
| ------------------------------- | ----- | ----- |
| Beechcraft 55 Baron             | 1     |       |
| DeHavilland Twin Otter          | 1     |       |
| Dornier 228                     | 3     |       |
| Saab SF-340                     | 2     |       |
| Fairchild Swearingen Metroliner | 9     |       |

Em 1991, a Air Vendée operava SAAB 340B, Swearingen Métro III, King Air 100 e 200 e Piper Cheyenne. Os aviões eram baseados em Nantes, Rouen, Le Havre ou Rennes.

## Galeria

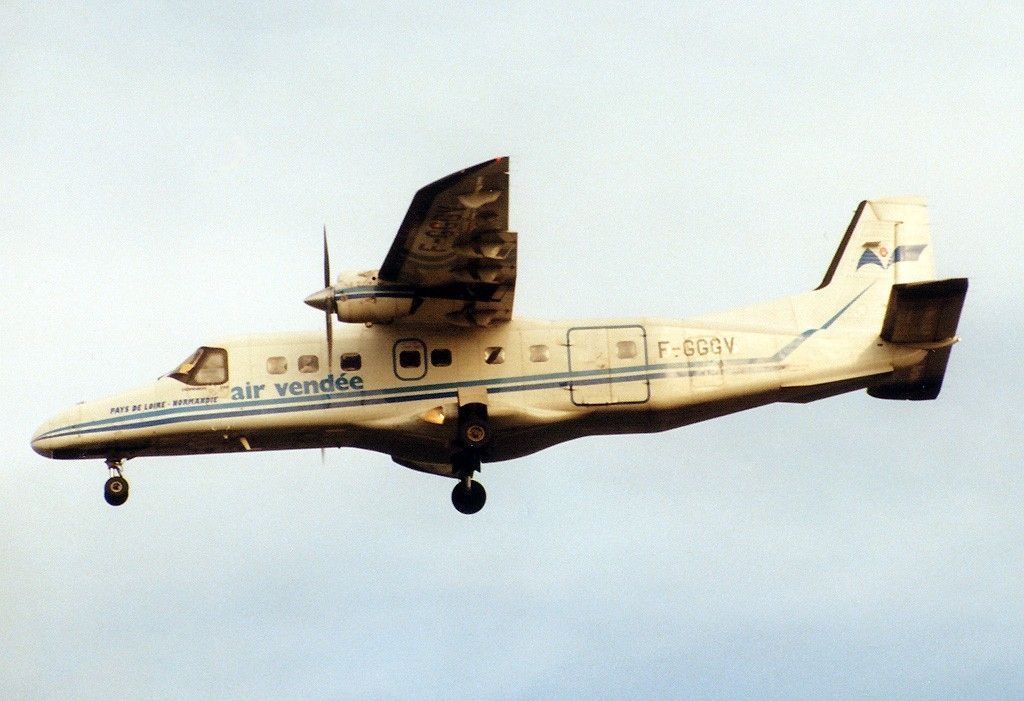
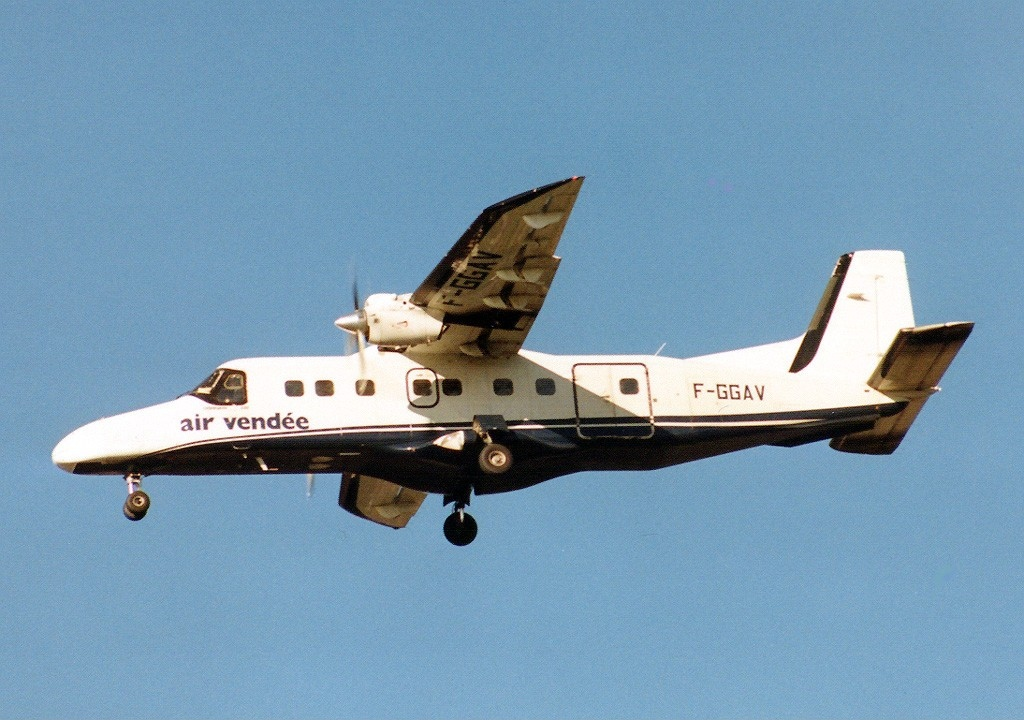
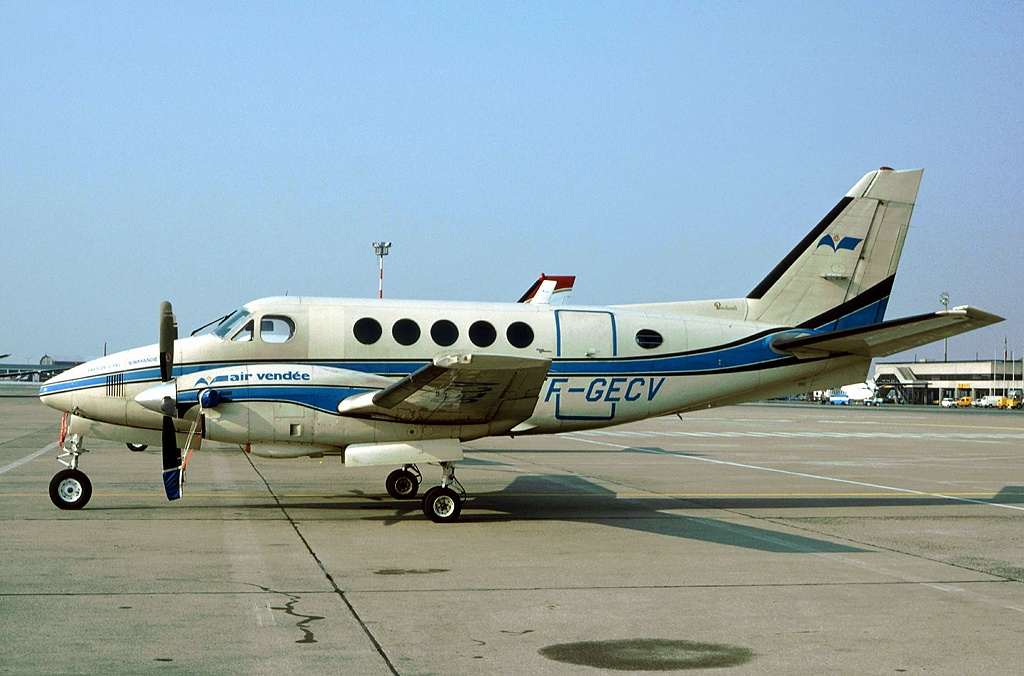